# Aerocharter Express Airways
Aerocharter Express Airways es una aerolínea guatemalteca con su centro de operaciones en el Aeropuerto Internacional La Aurora, ubicado en la Zona 13 de la Ciudad de Guatemala. La aerolínea ofrece servicios de vuelos chárter y transporte de carga cubriendo tanto rutas nacionales como internacionales.
Aerocharter, originalmente centrada en el transporte de carga, ha diversificado su oferta para incluir vuelos privados y servicios ejecutivos, adaptándose a las necesidades del mercado. Esta expansión le ha permitido competir en el sector de la aviación guatemalteca, ofreciendo un servicio personalizado. Sus vuelos privados destacan por la flexibilidad y comodidad, operando rutas nacionales e internacionales, y brindando adaptabilidad para satisfacer las agendas y necesidades de sus clientes, ofreciendo viajes seguros y accesibles.

## Destinos

Mapa de las rutas domésticas de Aerocharter

### Nacionales e internacionales
| Países      | Destinos            | Aeropuertos                                 | Notas   |
| ----------- | ------------------- | ------------------------------------------- | ------- |
| El Salvador | San Salvador        | Aeropuerto Internacional de Ilopango        | Chárter |
| Guatemala   | Ciudad de Guatemala | Aeropuerto Internacional La Aurora          | HUB     |
| Guatemala   | Flores              | Aeropuerto Internacional Mundo Maya         |         |
| Guatemala   | Poptún              | Aeropuerto de Poptún                        |         |
| Guatemala   | Puerto Barrios      | Aeropuerto de Puerto Barrios                |         |
| Guatemala   | Quetzaltenango      | Aeropuerto Internacional de Occidente       |         |
| Guatemala   | Retalhuleu          | Aeropuerto de Retalhuleu                    |         |
| Honduras    | Roatán              | Aeropuerto Internacional Juan Manuel Gálvez | Chárter |

## Flota actual
La flota de Aerocharter Express Airways incluye:
- 1 Beechcraft C90GT King Air matrícula TG-PWO[4]
- 1 Beechcraft 76 Duchess matrícula TG-BAE[5]
- 1 Cessna 172N Skyhawk matrícula TG-CHO[6]
- 1 Cessna 172N Skyhawk II matrícula TG-DER[7]
- 1 Cessna 182P Skylane matrícula TG-NAM[8]
- 1 Cessna 172S Skyhawk SP matrícula TG-GAO[9]
- 1 Cessna 337E Skymaster matrícula TG-JOI[10]
- 1 Piper PA-34-200T Seneca II matrícula TG-LIC[11]

## Incidentes y Accidentes
- El 8 de julio de 2024, el Cessna 172P Skyhawk II con matrícula TG-DUL[12] fue reportado como desaparecido durante un vuelo de entrenamiento desde el Aeropuerto Internacional La Aurora (GUA/MGGT), Ciudad de Guatemala, hacia el Aeropuerto de Retalhuleu (RER/MGRT), Retalhuleu. Su última comunicación reportada fue rastreada cerca del Volcán de Fuego, en Alotenango. El 11 de julio, las autoridades encontraron la aeronave en una zona boscosa en las laderas del volcán, a una altitud de 2200 m. Los 2 ocupantes a bordo fallecieron.[13]